# Общенациональная Ассоциация генетической безопасности
Общенациональная ассоциация генетической безопасности (ОАГБ) — российская общественная некоммерческая организация. Главная заявляемая цель ассоциации — обеспечение и поддержание условий безопасности человека и окружающей среды.

## Деятельность ассоциации
Фактор ГМО
В ноябре 2014 года в ходе пресс-конференции в Лондоне ОАГБ объявила о запуске международного проекта «Фактор ГМО». Согласно заявлениям организаторов, этот проект должен стать «крупнейшим исследованием по изучению безопасности ГМО и связанных с ним пестицидов». По состоянию на конец 2020 года ни самого исследования, ни результатов нет.
Сериал «Биоразведка»
Деятельности ОАГБ посвящён интернет-сериал «Биоразведка», снятый в развлекательном формате «лайф», который выходил на интернет-телеканале «Russia.ru» с 2008 года.
Система «Биологически безопасно»
В октябре 2008 года на пресс-конференции ОАГБ объявила о запуске в России системы независимого контроля качества продуктов «Биологически безопасно».
Право есть
Весной 2018 года совместно с телеканалом «Царьград» запущен проект «Право есть», направленный на защиту прав потребителя и проводящий независимые проверки безопасности продуктов питания, реализуемых в торговых сетях и точках общественного питания Москвы. По итогам каждой проверки эксперты ОАГБ совместно с журналистами информируют о выявленных нарушениях Роспотребнадзор, производителей и торговые сети, чтобы исправить ситуацию.
«Энциклопедия ГМО»
12 февраля 2020 года в пресс-центре РИА Новости прошла презентация первого русскоязычного издания книги «Энциклопедия ГМО: мифы и правда», в которой приняли участие авторы книги Майкл Антонио из Королевского колледжа Лондона, Клэр Робинсон, главный редактор портала GMwatch.org, и директор ОАГБ Елена Шаройкина. Выход дополненной версии книги на русском языке приурочен к 15-летию некоммерческой организации и посвящен памяти её президента Александра Сергеевича Баранова.
«Внимание! Еда!»
В марте 2020 года ОАГБ запустила проект «Внимание! Еда», посвящённый безопасности продуктов питания, реализуемый при поддержке Фонда Президентских Грантов и в партнёрстве «Телеканалом 360».
ОАГБ выиграла конкурс и вошла в число 2128 из 7846 некоммерческих организаций со всей России, которым предоставлен грант в рамках второго конкурса 2019 года (заявка 19-2-024624). В течение 2020 года ОАГБ должна провести независимую экспертизу безопасности 120 наименований продуктов питания популярных брендов с прилавков крупных торговых сетей, а «Телеканал 360» — выпустить в эфир 24 программы с хрониками, результатами и экспертными комментариями по итогам проверок.

## Судебные разбирательства
В 2004 году Ассоциация выиграла один из этапов судебного спора с компанией «Нестле Фуд». Причиной спора было заявление ОАГБ о значительном содержании ГМИ-белка в некоторых продуктах детского питания Nestle. Перед подачей иска, Nestle провела исследование своей продукции в трех лабораториях Европы и России, и они не обнаружили трансгенных продуктов. По данным газеты Известия, перед спором Nestle возможно отказалась от платного членства в ассоциации, предложение о котором поступило в Nestle незадолго до публикации результатов исследования продуктов на ГМО:

Незадолго до обнародования результатов своего исследования они прислали нам приглашение вступить в их ряды. Однако членство там недешево: вступительный взнос — 15 тыс. руб., годовой членский взнос — 238 тыс. руб., а право размещать на 100 единицах ассортимента знак «Генетически безопасный продукт» — 216 тыс. руб. в месяц.
— Марина Зибарева (директор по внешним корпоративным связям российского представительства Nestle)
После вынесения судом решения сетевое издание Stringer опубликовало анонимное мнение, что ассоциация будто бы пытается «заставить мировых лидеров пищевого рынка … платить дань». ОАГБ подала иск к изданию о защите деловой репутации и затем, согласно заявлениям ассоциации, выиграла дело, однако издание Stringer заявляло, что никаких повесток не получало.

## Критика
По мнению редакторов Forbes О. Промптовой и Р. Кутузова, ОАГБ пытается заработать на стремлении производителей не попадать в различные публичные «черные списки» продукции, содержащей генетически модифицированные ингредиенты. По их словам, ОАГБ проводило собственную проверку и обвиняло крупные компании в использовании ГМО ради собственного продвижения.
В 2015 году ОАГБ была номинирована на вручение Антипремии за самый вредный лженаучный проект, в рамках премии «За верность науке», учреждённой министерством образования и науки РФ. Мотивировка номинации: «Организация, деятельность которой направлена на пропаганду вреда ГМО, вследствие чего государственная политика поддержки генно-инженерных технологий была приостановлена — что ведет к отставанию нашей страны в области создания и применения современных биотехнологий».
Интернет-портал о коммерческих биотехнологиях cbio.com выдвинул версию о возможных связях ОАГБ с российскими спецслужбами и государственными органами:

Чекисты создали новую общественную организацию под названием «Общенациональная ассоциация генетической безопасности». Как и все подобные организации, где слово «безопасность» сочетается со словами из словаря научных терминов, данная ассоциация ставит своей задачей выдавать разрешения и лицензии на право считаться производителем «генетически безопасного продукта». Представители ОАГБ были введены в экспертный совет комитета Госдумы РФ по безопасности и комитета Совета Федерации РФ по аграрно-продовольственной политике. Представитель ОАГБ был введен в координационный совет при правительстве г. Москвы по вопросам безопасности пищевых продуктов, полученных из генетически модифицированных источников. ОАГБ консультирует Совет Безопасности РФ и многие другие российские ведомства. Окинув беглым взглядом деятельность этих «экологов» становится ясно — это структура, продвижение которой в коридорах власти явно лоббируют люди, которым в сегодняшней России трудно отказать.